# Saison 3 d'Empire
Chronologie
Saison 2 Saison 4
Cet article présente le guide des épisodes de la troisième saison de la série télévisée américaine Empire.

## Généralités
- Aux États-Unis, la saison a été diffusée du 21 septembre 2016 au 24 mai 2017 sur la chaîne FOX.
- Au Canada, les six premiers épisodes ont été proposés le lendemain sur le service de vidéo à la demande Shomi. Les épisodes 7 à 18 restent inédits.
- En France la saison a été diffusée du 6 juillet 2017 au 3 août 2017 sur W9.

## Distribution

### Acteurs principaux
- Terrence Howard (VF : Serge Faliu) : Lucious Lyon (en)
- Taraji P. Henson (VF : Annie Milon) : Cookie Lyon (en)
- Trai Byers (VF : Namakan Koné) : Andre Lyon
- Jussie Smollett (VF : Benjamin Pascal) : Jamal Lyon (en)
- Bryshere Y. Gray (VF : Jhos Lican) : Hakeem Lyon
- Grace Gealey (VF : Geneviève Doang) : Anika Calhoun
- Gabourey Sidibe (VF : Fily Keita) : Becky Williams
- Ta'Rhonda Jones (VF : Laura Zichy) : Porsha Taylor
- Serayah McNeill (VF : Jennifer Fauveau) : Tiana Brown
- Xzibit (VF : Frédéric Souterelle) : Leslie « Shyne » Johnson[1]
- Morocco Omari (VF : Jean-Jacques Nervest) : Tariq[2]
- Bre-Z (VF : Cindy Lemineur) : Freda « Gatz » Gathers, fille de Frank Gathers

### Acteurs récurrents
- Leslie Uggams (VF : Sylvie Genty) : Leah Walker
- Tasha Smith (en) (VF : Jacky Tavernier) : Carol Hardaway, Sœur de Cookie
- AzMarie Livingston (VF : Cindy Lemineur) : Chiken, meilleure amie de Hakeem
- Vivica A. Fox (VF : Pascale Vital) : Candace Holloway, sœur aînée de Cookie
- Sierra McClain : Nessa[3]
- Taye Diggs (VF : Bruno Dubernat) : Angelo Dubois[4]
- Romeo Miller (VF : Mathias Casartelli) : Gram[5]
- Ajiona Alexus : Cookie jeune[6]
- Jeremy Carver (VF : Martin Faliu) : Lucious jeune[6]
- Ezri Walker : Zeah[6]
- Phylicia Rashad (VF : Françoise Pavy) : Diana Dubois[7]
- Frank Whaley (VF : Stéphane Miquel) : Edison Cruz[8]
- Rumer Willis (VF : Ariane Aggiage) : Tory Ash[9]
- Nia Long (VF : Ninou Fratellini) : Giuliana[10]

### Invités
Dans leur propre rôle :
- Birdman[11] (épisode 1)

Avec d'autres rôles :
- Kaitlin Doubleday (VF : Anne-Charlotte Piau) : Rhonda Lyon (épisodes 1, 3 et 4)
- French Montana : Vaughn[11] (épisodes 1, 3 et 5)
- Mariah Carey (VF : Olivia Dalric) : Kitty[12] (épisode 3)
- Juan Antonio (VF : Stanislas Forlani) : Philip[13]
- Estelle : Delphine
- Eva Longoria (VF : Odile Schmitt) : Charlotte Frost[14]
- Fetty Wap : Trig (épisode 16)
- Demi Moore (VF : Marie Vincent) : Claudia[15] (épisode 18)

## Épisodes

### Épisode 1:Une lueur dans la nuit
- États-Unis : 21 septembre 2016 sur FOX[16]
- Canada : 22 septembre 2016 sur Shomi
- France : 6 juillet 2017 sur W9
  - Juin 2021 sur Disney+

- États-Unis : 10,87 millions de téléspectateurs[17] (première diffusion)
- France : 492 000 téléspectateurs[18] (première diffusion)

- Kaitlin Doubleday (Rhonda Lyon)
- French Montana (Vaughn)
- Birdman (lui-même)

### Épisode 2:Rédemption
- États-Unis : 28 septembre 2016 sur FOX
- Canada : 29 septembre 2016 sur Shomi
- France : 6 juillet 2017 sur W9
  - Mai 2021 sur Disney+

- États-Unis : 9,65 millions de téléspectateurs[19] (première diffusion)
- France : 458 000 téléspectateurs[18] (première diffusion)

### Épisode 3:L'Instinct de survie
- États-Unis : 5 octobre 2016 sur FOX
- Canada : 6 octobre 2016 sur Shomi
- France : 6 juillet 2017 sur W9
  - Mai 2021 sur Disney+

- États-Unis : 9,25 millions de téléspectateurs[20] (première diffusion)
- France : 435 000 téléspectateurs[18] (première diffusion)

- Mariah Carey (Kitty)
- Kaitlin Doubleday (Rhonda Lyon)

### Épisode 4:Dilemme
- États-Unis : 12 octobre 2016 sur FOX
- Canada : 13 octobre 2016 sur Shomi
- France : 6 juillet 2017 sur W9
  - Mai 2021 sur Disney+

- États-Unis : 9,27 millions de téléspectateurs[21] (première diffusion)
- France : 281 000 téléspectateurs[18] (première diffusion)

- Kaitlin Doubleday (Rhonda Lyon)
- Taye Diggs (Angelo Dubois)
- Sierra A. McClain (Nessa)
- Ajiona Alexus (Teenage Loretha)
- Jeremy Carver (Teenage Lucious)
- Jessica Klaas (Sonja)
- Denzel Love (Barry)
- Juan Antonio (Philip)
- Ray Austin (John Holloway)
- Samuel Hunt (Xavier Rosen)
- Lisa Branch (Vivian Plumber)
- Malkia Stampley (Bridget Pearce)
- Marika Engelhardt (Gabrielle Gerard)
- Daniel Cantor (Judge)
- Martin Yurek (District Attorney)
- Bryson Thomas (Moonshine)
- Lauren Michelle (Gia Copeland)

### Épisode 5:La Chasse aux Lyons
- États-Unis : 9 novembre 2016 sur FOX
- Canada : 10 novembre 2016 sur Shomi
- France : 13 juillet 2017 sur W9
  - Mai 2021 sur Disney+

- États-Unis : 8,15 millions de téléspectateurs[22] (première diffusion)

- Taye Diggs (Angelo DuBois)
- Romeo Miller (Gram)
- Sierra A. McClain (Nessa)
- AzMarie Livingston (Chicken)
- Samuel Hunt (Xavier Rosen)
- Tobias Truvillion (D-Major)
- TaRon Patton (P.O. Sharlene Davis)
- Geno Walker (Gus Rodriguez)

### Épisode 6:Sur les traces du père
- États-Unis : 16 novembre 2016 sur FOX
- Canada : 17 novembre 2016 sur Shomi
- France : 13 juillet 2017 sur W9
  - Mai 2021 sur Disney+

- États-Unis : 8,39 millions de téléspectateurs[23] (première diffusion)

- Taye Diggs (Angelo DuBois)
- Romeo Miller (Gram)
- Sierra A. McClain (Nessa)
- French Montana (Vaughn)
- Andre Royo (Thurston « Thirsty » Rawlings)
- AzMarie Livingston (Chicken)
- Juan Antonio (Philip)
- Matthew Yee (Agent Hughes)
- Samuel Hunt (Xavier Rosen)
- Tobias Truvillion (D-Major)

### Épisode 7:Secrets de famille
- États-Unis : 30 novembre 2016 sur FOX
- France : 13 juillet 2017 sur W9
  - Mai 2021 sur Disney+

- États-Unis : 7,84 millions de téléspectateurs[24] (première diffusion)

- Taye Diggs (Angelo DuBois)
- Tasha Smith (Carol)
- Eric Lane (Drop)
- Sierra A. McClain (Nessa)
- Vivica A. Fox (Candace)
- AzMarie Livingston (Chicken)
- Birgundi Baker (Teen Carol)
- Lawnyae Marie (Teenage Candace)
- Ajiona Alexus (Teenage Loretha)
- Jeremy Carver (Teenage Lucious)
- Angela Yee (elle-même)
- Juan Antonio (Philip)
- Ray Austin (John Halloway)
- Tobias Truvillion (D-Major)
- Phylicia Rashad (Diana DuBois)

### Épisode 8:Profonde blessure
- États-Unis : 7 décembre 2016 sur FOX
- France : 13 juillet 2017 sur W9
  - Mai 2021 sur Disney+

- États-Unis : 7,00 millions de téléspectateurs[25] (première diffusion)

- Kaitlin Doubleday (Rhonda Lyon)
- Gina Gershon (Helen Von Wyeth)
- Phylicia Rashad (Diana Dubois)
- Taye Diggs (Angelo Dubois)
- Ajiona Alexus (Cookie jeune)
- Jeremy Carver (Lucious jeune)
- Juan Antonio (Philip)

### Épisode 9:Féroce
- États-Unis : 14 décembre 2016 sur FOX[26]
- France : 20 juillet 2017 sur W9
  - Mai 2021 sur Disney+

- États-Unis : 7,57 millions de téléspectateurs[27] (première diffusion)
- France : 424 000 téléspectateurs[28] (première diffusion)

- Kaitlin Doubleday (Rhonda Lyon)
- Taye Diggs (Angelo Dubois)
- Eric Lane (en) (Drop)
- Ajiona Alexus (Cookie jeune)
- Jeremy Carver (Lucious jeune)
- Ezri Walker (Zeah)
- Juan Antonio (Philip)
- Tobias Truvillion (en) (D-Major)

### Épisode 10:Du son et de la colère
- États-Unis : 22 mars 2017 sur FOX[29]
- France : 20 juillet 2017 sur W9
  - Mai 2021 sur Disney+

- États-Unis : 7,95 millions de téléspectateurs[30] (première diffusion)
- France : 357 000 téléspectateurs[28] (première diffusion)

- Taye Diggs (Angelo Dubois)
- Rumer Willis (Tory Ash)
- Ezri Walker (Zeah)
- Juan Antonio (Philip)
- Eric Lane (en) (Drop)
- Tobias Truvillion (en) (D-Major)

### Épisode 11:Diabolus in musica
- États-Unis : 29 mars 2017 sur FOX
- France : 20 juillet 2017 sur W9
  - Mai 2021 sur Disney+

- États-Unis : 6,91 millions de téléspectateurs[31] (première diffusion)
- France : 386 000 téléspectateurs[28] (première diffusion)

- Nia Long (Giuliana)
- Rumer Willis (Tory Ash)
- Taye Diggs (Angelo Dubois)
- Ezri Walker (Zeah)
- Ajiona Alexus (Cookie jeune)
- Juan Antonio (Philip)
- Eric Lane (en) (Drop)
- Tobias Truvillion (en) (D-Major)

### Épisode 12:La Force de l'âge
- États-Unis : 5 avril 2017 sur FOX
- France : 27 juillet 2017 sur W9
  - Mai 2021 sur Disney+

- États-Unis : 6,35 millions de téléspectateurs[32] (première diffusion)

- Nia Long (Giuliana)
- Rumer Willis (Tory Ash)
- Taye Diggs (Angelo Dubois)
- Ezri Walker (Zeah)
- Ajiona Alexus (Cookie jeune)
- Juan Antonio (Philip)
- Eric Lane (en) (Drop)
- Tobias Truvillion (en) (D-Major)

### Épisode 13:Le Pouvoir de la musique
- États-Unis : 12 avril 2017 sur FOX
- France : 27 juillet 2017 sur W9
  - Mai 2021 sur Disney+

- États-Unis : 6,59 millions de téléspectateurs[33] (première diffusion)

- Taye Diggs (Angelo Dubois)
- Nia Long (Giuliana)
- Ajiona Alexus (Cookie jeune)
- Shanésia Davis-Williams (Melissa Calhoun)
- Tim Hopper (en) (Dr Calhoun)
- Eric Lane (en) (Drop)
- Tobias Truvillion (en) (D-Major)
- Alexander Gemignani (en) (Gino Falcone)

### Épisode 14:De la poudre aux yeux
- États-Unis : 26 avril 2017 sur FOX
- France : 27 juillet 2017 sur W9
  - Mai 2021 sur Disney+

- États-Unis : 6,31 millions de téléspectateurs[34] (première diffusion)

- Eva Longoria (Charlotte Frost)
- Taye Diggs (Angelo Dubois)
- Nia Long (Giuliana)
- Rumer Willis (Tory Ash)
- Juan Antonio (Philip)
- Eric Lane (en) (Drop)
- Tobias Truvillion (en) (D-Major)
- Tinashe (herself)

### Épisode 15:S'élever
- États-Unis : 3 mai 2017 sur FOX
- France : 3 août 2017 sur W9
  - Mai 2021 sur Disney+

- États-Unis : 5,6 millions de téléspectateurs[35] (première diffusion)
- France : 370 000 téléspectateurs[36] (première diffusion)

- Snoop Dogg (lui-même)
- Nia Long (Giuliana)
- Rumer Willis (Tory Ash)
- Phylicia Rashad (Diana Dubois)
- Taye Diggs (Angelo Dubois)
- Chun Wah Leung (Chun)
- Tinashe (Tinashe)

### Épisode 16:L'Enfant
- États-Unis : 10 mai 2017 sur FOX
- France : 3 août 2017 sur W9
  - Mai 2021 sur Disney+

- États-Unis : 6,32 millions de téléspectateurs[37] (première diffusion)
- France : 436 000 téléspectateurs[36] (première diffusion)

- Fetty Wap (Trig)
- Phylicia Rashad (Diana Dubois)
- Taye Diggs (Angelo Dubois)
- Eric Lane (en) (Drop)
- Nia Long (Giuliana)
- Alexander Gemignani (en) (Gino Falcone)

### Épisode 17:Cookie's eleven
- États-Unis : 17 mai 2017 sur FOX
- France : 3 août 2017 sur W9
  - Mai 2021 sur Disney+

- États-Unis : 6,14 millions de téléspectateurs[38] (première diffusion)
- France : 468 000 téléspectateurs[36] (première diffusion)

- Eva Longoria (Charlotte Frost)
- Taye Diggs (Angelo Dubois)
- Phylicia Rashad (Diana Dubois)
- Nia Long (Giuliana)
- Eric Lane (en) (Drop)

### Épisode 18:Retrouvailles
- États-Unis : 24 mai 2017 sur FOX
- France : 3 août 2017 sur W9
  - Mai 2021 sur Disney+

- États-Unis : 6,94 millions de téléspectateurs[39] (première diffusion)
- France : 363 000 téléspectateurs[36] (première diffusion)

- Demi Moore (Infirmière)
- Rumer Willis (Tory Ash)
- Taye Diggs (Angelo Dubois)
- Phylicia Rashad (Diana Dubois)
- Nia Long (Giuliana)
- Eric Lane (en) (Drop)
- Tobias Truvillion (en) (D-Major)

## Audiences aux États-Unis
| N° d'épisode | Titre original           | Titre français           | Chaîne | Date de diffusion originale | Audience (en millions de téléspectateurs) | Taux sur les 18-49 ans |
| ------------ | ------------------------ | ------------------------ | ------ | --------------------------- | ----------------------------------------- | ---------------------- |
| 1            | Light in Darkness        | Une lueur dans la nuit   | FOX    | 21 septembre 2016           | 10.87                                     | 4.2                    |
| 2            | Sin That Amends          | Rédemption               | FOX    | 28 septembre 2016           | 9.65                                      | 3.7                    |
| 3            | What Remains Is Bestial  | L'instinct de survie     | FOX    | 5 octobre 2016              | 9.25                                      | 3.4                    |
| 4            | Cupid Kills              | Dilemme                  | FOX    | 12 octobre 2016             | 9.27                                      | 3.5                    |
| 5            | One Before Another       | La chasse aux Lyons      | FOX    | 9 novembre 2016             | 8.15                                      | 2.9                    |
| 6            | Chimes at Midnight       | Sur les traces du père   | FOX    | 16 novembre 2016            | 8.39                                      | 3.1                    |
| 7            | What We May Be           | Secrets de famille       | FOX    | 30 novembre 2016            | 7.84                                      | 2.9                    |
| 8            | Unkindest Cut            | Profonde blessure        | FOX    | 7 décembre 2016             | 7.00                                      | 2.5                    |
| 9            | A Furnace for Your Foe   | Féroce                   | FOX    | 14 décembre 2016            | 7.57                                      | 2.7                    |
| 10           | Sound and Fury           | Du son et de la colère   | FOX    | 22 mars 2017                | 7.95                                      | 2.8                    |
| 11           | Play On                  | Diabolus in musica       | FOX    | 29 mars 2017                | 6.91                                      | 2.4                    |
| 12           | Strange Bedfellows       | La force de l'âge        | FOX    | 5 avril 2017                | 6.35                                      | 2.2                    |
| 13           | My Naked Villainy        | Le pouvoir de la musique | FOX    | 12 avril 2017               | 6.59                                      | 2.3                    |
| 14           | Love Is a Smoke          | De la poudre aux yeux    | FOX    | 26 avril 2017               | 6.31                                      | 2.1                    |
| 15           | Civil Hands Unclean      | S'élever                 | FOX    | 3 mai 2017                  | 5.60                                      | 1.9                    |
| 16           | Absent Child             | L'enfant                 | FOX    | 10 mai 2017                 | 6.32                                      | 2.2                    |
| 17           | Toil and Trouble, Pt. I  | Cookie's eleven          | FOX    | 17 mai 2017                 | 6.14                                      | 2.2                    |
| 18           | Toil and Trouble, Pt. II | Retrouvailles            | FOX    | 24 mai 2017                 | 6.94                                      | 2.5                    |